# Міхал Шулла
Міхал Шулла (словац. Michal Šulla, 15 червня 1991, Миява) — словацький футболіст, воротар клубу «Слован» (Братислава).

## Клубна кар'єра

### «Сениця»
Вихованець клубу «Сениця». Перед сезоном 2009/10 був включений до заявки першої команди, де був лише третім воротарем, тому для отримання ігрової практики був відданий в оренду до клубу «Врбове» з третього дивізіону Словаччини, де провів два сезони. Після цього у серпні 2012 року був відданий в оренду у новачку вищого дивізіону, клубу «Спартак» (Миява), де мав замінити травмованого основного воротаря Петера Сольнічку. У «Спартаку» Шулла виступав до кінця осінньої частини сезону 2012/13, за цей час провів сім матчів у чемпіонаті і тричі залишав ворота «сухими».
На початку 2013 року повернувся до «Сениці», де став дублером Мілана Швенгера. Дебютував за рідну команду у чемпіонаті в 24-му турі 2 квітня 2013 року проти «Татрана» (1:0), коли на 44-й хвилині замінив травмованого Швенгера.. Влітку 2013 року Міхал став основним воротарем, після уходу Швенгера, і разом із «Сеніцею» брав участь у другому попередньому раунді Ліги Європи УЄФА 2013/14 проти чорногорської команди «Младост» (Подгориця), від якої «Сениця» вилетіла з турніру після нічиї 2:2 в гостях та поразки 0:1 вдома. 21 лютого 2014 року переміг у голосуванні на кращого спортсмена міста 2013 року у дорослій категорії. У березні 2014 року підписав новий контракт з клубом до літа 2016 року.
Навесні 2016 року він дійшов з командою до фіналу Кубка Словаччини, в якому «Сениця» програла «Тренчину» у серії пенальті. За весь час виступів за рідний клуб він зіграв 122 матчі чемпіонату, в 29 з яких залишав ворота в недоторканності.

### «Слован» (Братислава)
У зимове трансферне вікно 2017/18 Шулла підписав контракт на три з половиною роки з братиславським «Слованом», який виявив інтерес до нього ще влітку 2017 року. Дебютував за столичну команду в 20-му турі чемпіонату, зіграному 18 лютого 2018 року проти «Земпліна» (1:1), відігравши увесь матч. 1 травня 2018 року зіграв в основі у фіналі Кубка Словаччини проти команди «Ружомберок», допомігши команді перемогти з рахунком 3:1 і таким чином здобути перший трофей в кар'єрі Шулли. Навесні 2018 року він провів усі 13 матчів братиславського «Словану» і в п'яти з них не пропускав, посівши з командою друге місце.
Надалі Шулла зі «Слованом» зіграв у двох кваліфікаційних раундах Ліги Європи 2018/19, пройшовши молдавський клуб «Мілсамі» (4:2, 5:0) та «Бальцан» з Мальти (1:2, 3:1), але потім втратив місце в основі, програвши конкуренцію Домініку Грейфу, через що у чемпіонському сезоні 2018/19 провів лише чотири матчі в чемпіонаті.
Наступного сезону Шулла зі «Слованом» захистив титул чемпіона, але теж не був основним воротарем, зігравши лише 6 ігор. В тому ж році він здобув з командою і Кубок Словаччини як основний воротар, зігравши в 6 іграх, тому числі і в фіналі проти «Ружомберока» і таким чином вперше виграв «золотий дубль».
Влітку 2020 року Шулла уклав з братиславцями новий трирічний контракт і за підсумками сезону 2020/21 він виграв третє чемпіонство поспіль зі «Слованом», зігравши у тому турнірі 4 матчі. Крім того він вдруге поспіль виграв національний кубок, знову зігравши в тому числі і у фінальному матчі проти «Жиліни» (2:1) і вперше в історії допоміг команді захистити «золотий дубль».
У сезоні 2021/22 Шулла зіграв у 9 іграх чемпіонату у допоміг своєму клубу здобути четвертий титул чемпіона Словаччини поспіль, завдяки чому «Слован» став першим в історії словацького футболу клубом, який зумів показати такий результат.

## Виступи за збірні
2010 року Міхал Шулла зіграв у двох матчах за юнацьку збірну Словаччини до 19 років, а з 2011 року став виступати за молодіжну збірну Словаччини до 21 року на чолі з тренером Іваном Галадом, з якою брав участь у кваліфікації до молодіжного чемпіонату Європи 2013 року в Ізраїлі, де Словаччина посіла друге місце у групі і вийшла плей-оф за вихід на чемпіонат на Нідерланди. Шулла зіграв в обох іграх з голландцями, але вони закінчилися однаковою поразкою 0:2.
8 січня 2017 року Шулла дебютував у складі національної збірної Словаччини під керівництвом тренера Яна Козака в неофіційному товариському матчі в Абу-Дабі (Об'єднані Арабські Емірати) проти збірної Уганди (1:3), відігравши перший тайм і пропустивши 2 голи, після чого був замінений на Адама Якубеха. Настпуного року Міхал зіграв ще у двох товариських іграх за збірну, в тому числі у фінальному матчі Кубка короля Таїланду 25 березня 2018 року, перемігши господарів турніру з рахунком 3:2 і здобувши трофей.
У жовтні 2018 року Шулла отримав виклик до збірної на матч проти Чехії (1:2) у Лізі націй та товариську гру проти Швеції 13 та 16 жовтня 2018 року відповідно. Після поразки від чехів разом із кількома одноклубниками відвідав нічний клуб, що викликало серйозний скандал, після якого головний тренер Ян Козак пішов у відставку. Шулла також після цього перестав викликатись до збірної і не зіграв за неї більше жодного матчу.

## Статистика
Станом на 23 червня 2022 року

### Клубна
| Сезон     | Клуб                  | Ліга                | Матчів | На «нуль» |
| --------- | --------------------- | ------------------- | ------ | --------- |
| 2009/2010 | «Сениця»              | Словацька Суперліга | 0      | 0         |
| 2010/2011 | «Сениця»              | Словацька Суперліга | 0      | 0         |
| 2010/2011 | «Врбове»              | 3-я ліга            | ?      | ?         |
| 2011/2012 | «Врбове»              | 3-я ліга            | ?      | ?         |
| 2012/2013 | «Спартак» (Миява)     | Словацька Суперліга | 7      | 3         |
| 2012/2013 | «Сениця»              | Словацька Суперліга | 2      | 2         |
| 2013/2014 | «Сениця»              | Словацька Суперліга | 33     | 4         |
| 2014/2015 | «Сениця»              | Словацька Суперліга | 33     | 8         |
| 2015/2016 | «Сениця»              | Словацька Суперліга | 27     | 7         |
| 2016/2017 | «Сениця»              | Словацька Суперліга | 27     | 8         |
| 2017/2018 | «Сениця»              | Словацька Суперліга | 0      | 0         |
| 2017/2018 | «Слован» (Братислава) | Словацька Суперліга | 13     | 5         |
| 2018/2019 | «Слован» (Братислава) | Словацька Суперліга | 4      | 0         |
| 2019/2020 | «Слован» (Братислава) | Словацька Суперліга | 6      | 5         |
| 2020/2021 | «Слован» (Братислава) | Словацька Суперліга | 4      | 2         |
| 2021/2022 | «Слован» (Братислава) | Словацька Суперліга | 9      | 4         |

### Збірна
| Рік      | Матчів | На «нуль» |
| -------- | ------ | --------- |
| 2017 рік | 1      | 0         |
| 2018 рік | 2      | 0         |
| Всього   | 3      | 0         |

## Досягнення
- Чемпіон Словаччини (5):

«Слован»: 2018/19, 2019/20, 2020/21, 2021/22, 2022/23
- Володар Кубка Словаччини (3):

«Слован»: 2017/18, 2019/20, 2020/21